# Novinarska mapa
Novinarska mapa (engl. press kit) je paket pozadinskih informacija o proizvodu, organizaciji, kampanji ili događaju koji se dostavlja novinarima u raznim prilikama. To je skup svih korisnih materijala koji olakšavaju pripremu za susret s novinarima.
Novinarska mapa je termin koji se često koristi u odnosima s javnošću. Osobito je korisno dostaviti ju novinarima prilikom održavanja konferencija za medije, ali i u drugim slučajnim ili planiranim susretima s novinarima kao što su različiti medijski događaji. Dostavljanje takvih materijala sprječava krive interpretacije informacija koje novinari čuju, te ujedno pomaže u pisanju izvješća. Mapa uvijek treba pružiti aktualne informacije.
Ovisno o prilici, materijali mogu biti upakirani na različite načine.  Primjerice, to može biti torba s logotipom organizacije ili naprtnjača. Novinarska mapa treba sadržavati osobnu iskaznicu organizacije, fotografije, informativni materijal, aktualnu objavu za medije, promotivne i prezentacijske materijale (brošure, leci),  te novinarska pomagala poput kemijskih olovaka, blokova ili drugih znakova pažnje.